# Zickelburg
Die Zickelburg ist eine 188,2 m ü. NHN hohe Anhöhe am nordwestlichen Rand des Rheinwesterwälder Vulkanrückens (Niederwesterwald) auf dem Stadtgebiet von Bad Honnef.

## Geographie
Die Zickelburg liegt östlich des Bad Honnefer Stadtteils Selhof und nördlich der zu ihm gehörigen Ortslage Menzenberg. Unterhalb und westlich der Anhöhe befindet sich der Aussichtspunkt „Eifelblick“ mit einer guten Aussicht in Richtung Bonn und im Winter auch in Richtung Eifel. Nachbarberge der Zickelburg sind im Südosten die Hardt (278 m) und im Osten der Leyberg (359 m). Geologisch zählt sie zur Jüngeren Hauptterrasse des Rheintals, deren Ablagerungen größtenteils aus sandigen Kiesen bestehen, und lässt sich daher den Honnefer Terrassenhügeln zuordnen, einer Untereinheit des Rheinwesterwälder Vulkanrückens.

## Geschichte
Zickelburg ist auch ein ehemaliger Wohnplatz der Stadt Honnef. Die Siedlung war bis 1773 im Besitz des Jesuitenordens. An der Zickelburg entstanden spätestens ab 1600 zwei Weingüter, die an die Jesuiten gelangten und 1835 versteigert wurden. Das ältere der beiden Güter wurde 1840 abgerissen, das neuere bestand noch um 1890. Im Jahre 1843 wohnten im einzigen Wohngebäude, einem Hof, sieben Menschen, 1885 war das Gebäude unbewohnt. 1911 waren noch Reste der Wirtschaftsgebäude erhalten. Die Siedlung ging zur Zeit des Ersten Weltkriegs ein. Um 1925 waren noch Trümmer der letzten Scheune erhalten. Vom ersten und zweiten Zickelburger Hof sind heute nur noch spärliche und schwer zugängliche Überreste vorhanden, die seit 2013 als Bodendenkmal unter Denkmalschutz stehen. Auch am Eifelblick hat ehemals eine Ansiedlung bestanden. Eine frühere Bezeichnung des Flurstücks lautet „Auf dem Zickelberg“.